# Hieracosphinx
Die Hieracosphinx ist ein altägyptisches, mythisches Tier in Form eines greifartigen Mischwesens. In Ägypten wurden Hieracosphinx-Skulpturen gefunden und es taucht auch in der europäischen Heraldik auf. Es hat den Körper eines Löwen, ersetzt aber den Greif-typischen Adlerkopf durch den eines Falken.

## Trivia
In der Monster-in-My-Pocket-Reihe ist die Hieracosphinx Figur #91, in der Yu-Gi-Oh-Reihe taucht es ebenfalls auf.